# Prophorinia proletaria
Prophorinia proletaria là một loài ruồi trong họ Tachinidae.